# Wtoroj diwizion
Rosyjska Druga Dywizja (ros. Второй дивизион; oficjalna nazwa Professionalnaja Futbołnaja Liga, ПФЛ) – trzeci poziom profesjonalnych rozgrywek ligowych piłki nożnej w Rosji, po Priemjer-Lidze i Pierwszej Dywizji.
Rosyjska Druga Dywizja podzielona jest na pięć grup regionalnych:
- Zachodnią,
- Centralną,
- Południową,
- Uralsko-Nadwołżańską,
- Wschodnią.

Liczba zespołów jest różna w zależności od grupy. Zwycięzca każdej strefy (grupy) awansuje do Pierwszej Dywizji, a ostatnia drużyna z każdej grupy przestaje być profesjonalnym klubem i spada do ligi amatorskiej.